# A Dirty Shame
A Dirty Shame es una película de comedia sexual satírica estadounidense de 2004 escrita y dirigida por John Waters y protagonizada por Tracey Ullman, Johnny Knoxville, Selma Blair y Chris Isaak. Sigue a una comunidad en los suburbios de Baltimore dividida entre personas con actitudes muy conservadoras hacia la sexualidad y aquellos que se han convertido en adictos al sexo después de sufrir conmociones cerebrales.
Después de estrenarse en el Festival Internacional de Cine de Toronto de 2004, A Dirty Shame se estrenó en los Estados Unidos el 17 de septiembre de 2004. La película recibió reseñas mixtas de los críticos. Debido a sus temas y contenido sexual, recibió una calificación NC-17 de la Motion Picture Association of America, que limitó el alcance de su estreno y mercadeo, y recaudó $1.5 millones a nivel nacional. Actualmente es la última película dirigida por Waters, quien dijo que su pobre desempeño en taquilla le impidió hacer más películas.

## Reparto
- Tracey Ullman como Sylvia Stickles
- Johnny Knoxville como Ray "Ray-Ray" Perkins
- Selma Blair como Caprice "Ursula Udders" Stickles
- Chris Isaak como Vaughn Stickles
- Suzanne Shepherd como Ethel "Big Ethel"
- Mink Stole como Marge
- Patricia Hearst como Paige
- Jackie Hoffman como Dora
- Wes Johnson como Frank "Fat Fuck Frank"
- Paul DeBoy como Wendell Doggett
- Gaelan Alexander Connell como Horny Kid
- Channing Wilroy como Male Motorist
- Rosemary Knower como Female Motorist
- Alan J. Wendl como Officer Alvin
- James Ransone como Dave "Dingy Dave"
- David A. Dunham como "Mama Bear"
- Dave Moretti como "Papa Bear"
- Jeffrey Auerbach como "Baby Bear"
- Jewel Orem como Linda "Loose Linda"
- Jonas Grey como Warren
- David DeBoy como Dr. Arlington
- Doug Roberts como Driving Neuter Husband
- Mary Vivian Pearce como Nonjudgmental Ex-Sex Addict
- Jean Hill como Woman At Fire Escape
- Ty Ford como Taxi Cab Driver
- Bob Adams como Bus Passenger
- George Figgs (sin acreditar) como Neuter
- Ricki Lake (cameo) como ella misma
- David Hasselhoff (cameo) como él mismo

## Producción
John Waters decidió hacer la película después de descubrir que existían varios términos y ramas de la jerga sexual en Internet, explicando los grupos y la terminología que se encuentran en la película. La película se rodó íntegramente en un lugar de Baltimore en Harford Road, que ocupa un lugar destacado en la película. En un artículo del DVD, la veterana actriz de teatro Suzanne Shepherd recordó que cuando la eligieron para interpretar a Big Ethel, no estaba familiarizada con el trabajo de Waters y no tenía idea de qué esperar cuando se presentó para la primera revisión del guion. Horrorizada por lo que estaba leyendo, se angustió tanto que comenzó a llorar. Trató de abandonar el proyecto, pero Waters y sus compañeros de reparto lograron persuadirla para que se quedara. Paul Giamatti estaba originalmente programado para interpretar a Vaughn Stickles, pero se retiró antes de que comenzara la filmación.
La película recibió una calificación NC-17 de la Motion Picture Association of America (MPAA). Muchas cadenas de cines importantes no proyectan una película con esa calificación, y muchos medios de comunicación limitan o rechazan la publicidad de películas con calificación NC-17, lo que limita severamente la distribución. Cuando Waters preguntó qué tendría que cortar para que le dieran a su película una calificación R, le dijeron que la junta de calificaciones "dejó de tomar notas". Después de que Waters intentara sin éxito apelar la calificación, la película se estrenó con la clasificación NC-17.